# Lúcia Alves (Fußballspielerin)
Lúcia Catarina de Sousa Alves (* 22. Oktober 1997 in Paredes) ist eine portugiesische Fußballspielerin.

## Karriere

### Vereine
Alves spielte das erste Mal im Seniorinnenbereich für den USC Paredes, bevor sie in der Saison 2016/17 für den SC Freamunde in der II Divisão aktiv war. Von 2017 bis 2019 war sie Spielerin der Frauenfußballabteilung des Valadares Gaia FC, für den sie in der Campeonato Nacional de Futebol Feminino, die höchste Spielklasse im portugiesischen Frauenfußball, 15 Tore in 39 Punktspielen erzielte. Seit der Saison 2019/20 ist sie in dieser Spielklasse für Benfica Lissabon aktiv.

### Nationalmannschaft
Ihr Debüt für die A-Nationalmannschaft gab sie am 25. November 2021 in Portimão im fünften Spiel der WM-Qualifikationsgruppe H beim 4:0-Sieg über die Nationalmannschaft Israels. Im weiteren Verlauf nahm sie mit der Mannschaft am Turnier um den Algarve-Cup 2022 teil und gehörte im selben Jahr auch dem Kader für die Europameisterschaft 2022 an, kam jedoch zu keinem Einsatz. Danach nahm sie noch an weiteren Qualifikationsspielen teil und erreichte mit ihrem Team dann auch die Endrunde bei der Weltmeisterschaft 2023.
Am 30. Mai 2023 wurde sie für den WM-Kader 2023 nominiert. Dort erhielt sie bei der 0:1-Auftaktniederlage gegen die Niederlande dann auch ihren ersten Einsatz bei einer WM. In der 78. Minute wurde sie hier für Catarina Amado eingewechselt.
Am 24. Juni 2025 wurde sie für die EM-Endrunde 2025 nominiert. Sie wurde nur im dritten Gruppenspiel ihrer Mannschaft eingewechselt, als diese gegen Belgien mit 1:2 verlor. Durch diese Niederlage schieden die Portugiesinnen aus.

## Erfolge
- Portugiesische Meisterschaft 2021, 2022, 2023
- Portugiesischer Ligapokal 2020, 2021, 2023, 2024
- Portugiesischer Supercup 2022